# Gongora grossa
Gongora grossa är en orkidéart som beskrevs av Heinrich Gustav Reichenbach. Gongora grossa ingår i släktet Gongora och familjen orkidéer. Inga underarter finns listade i Catalogue of Life.

## Bildgalleri

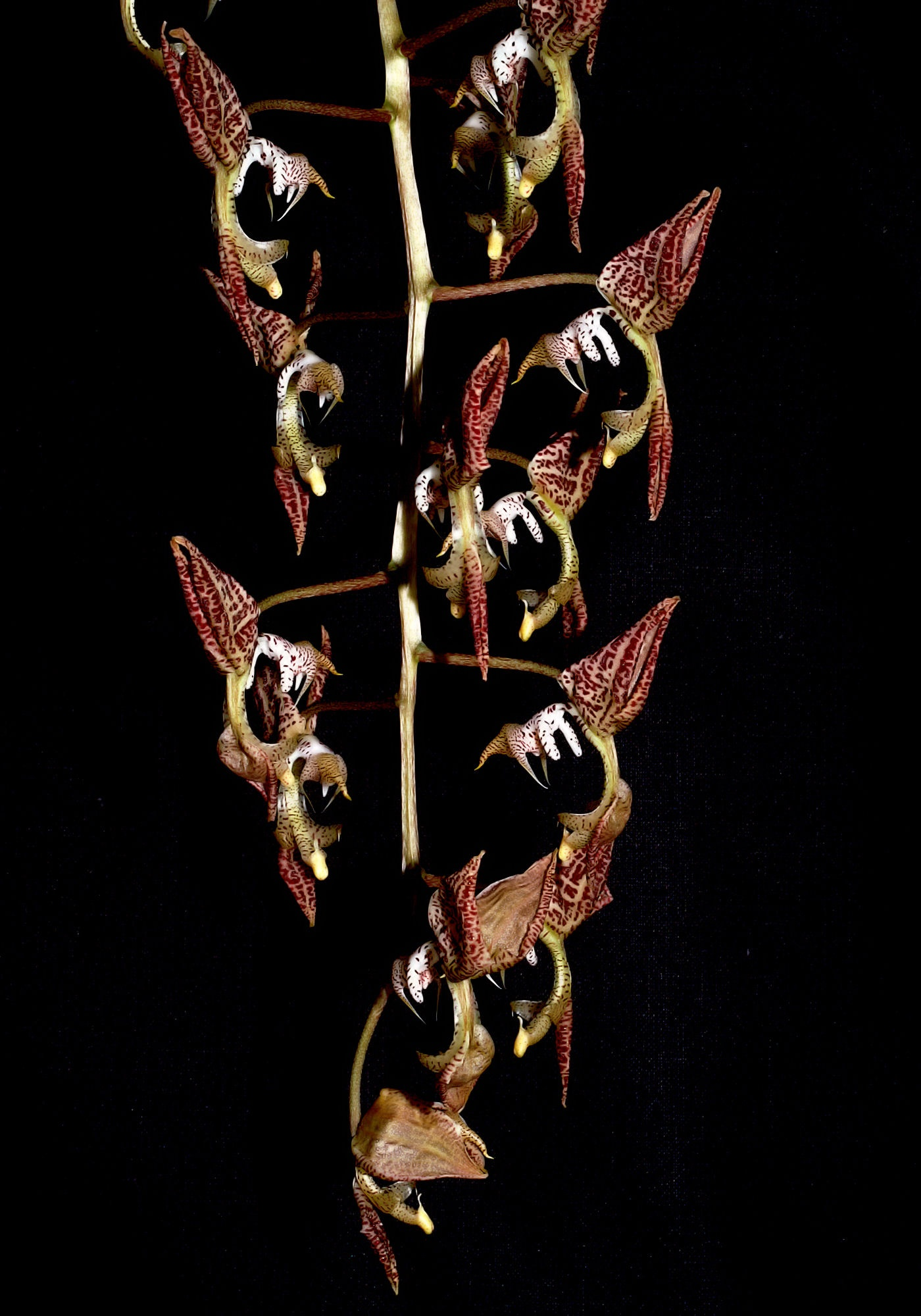
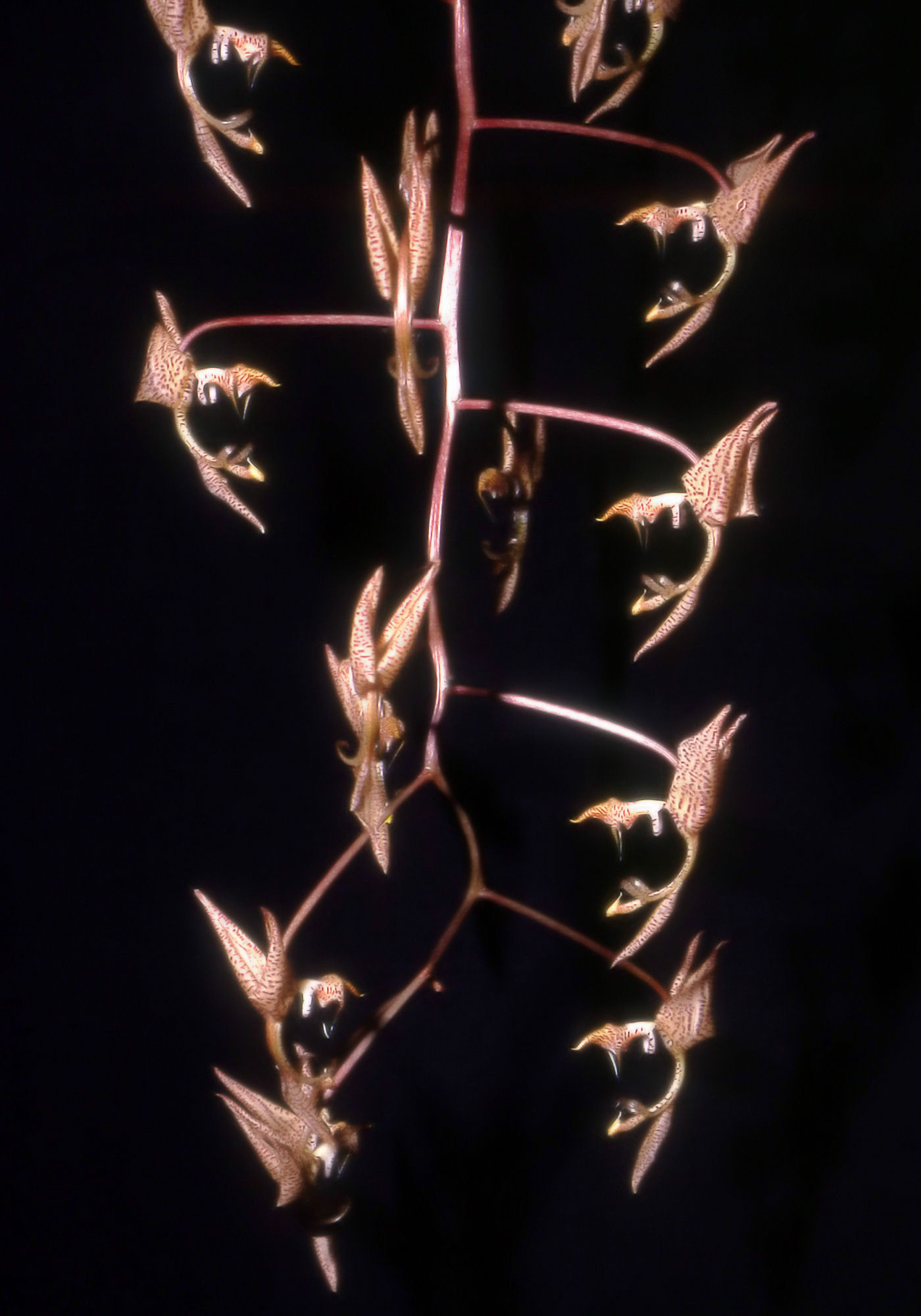
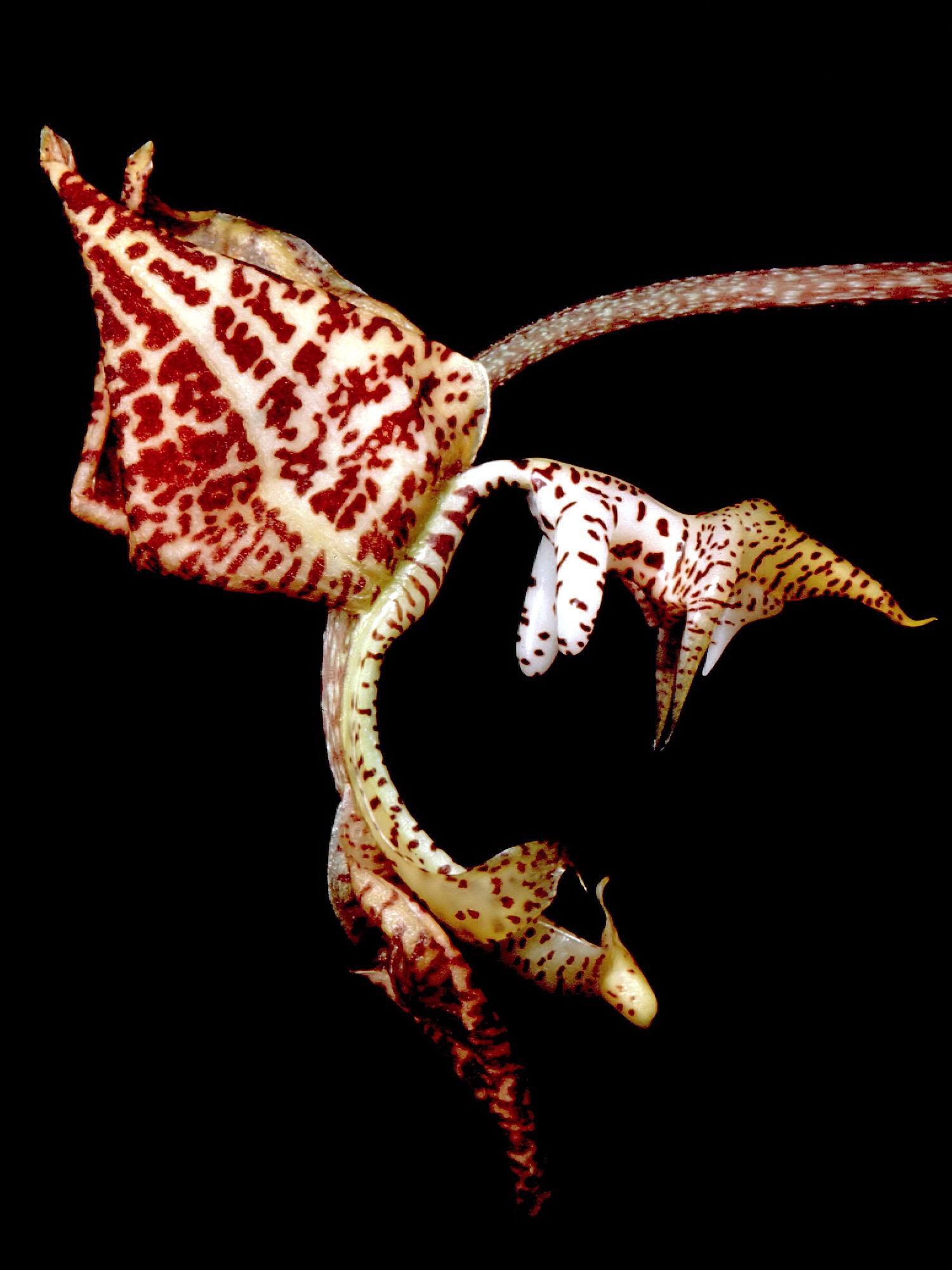
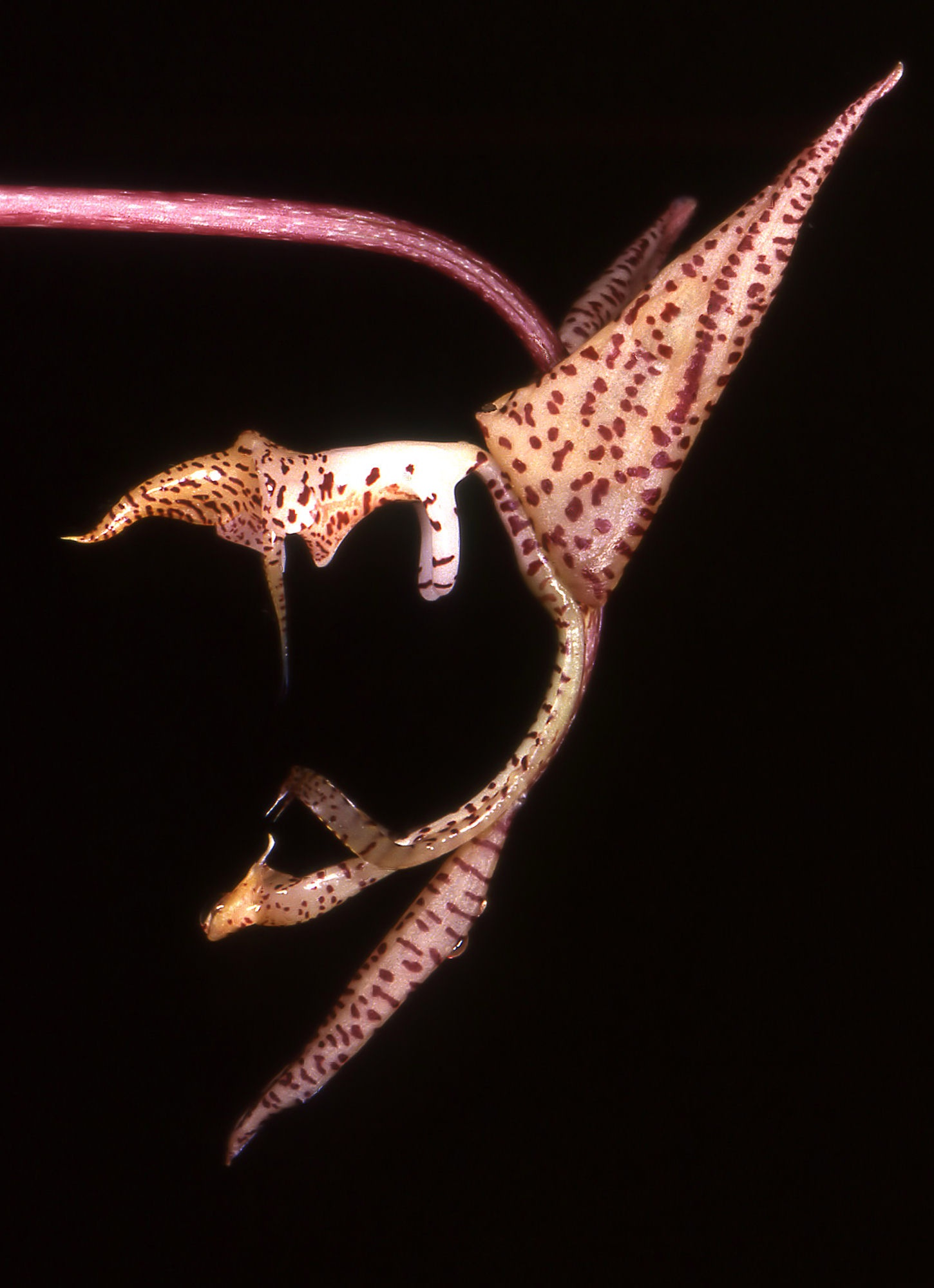
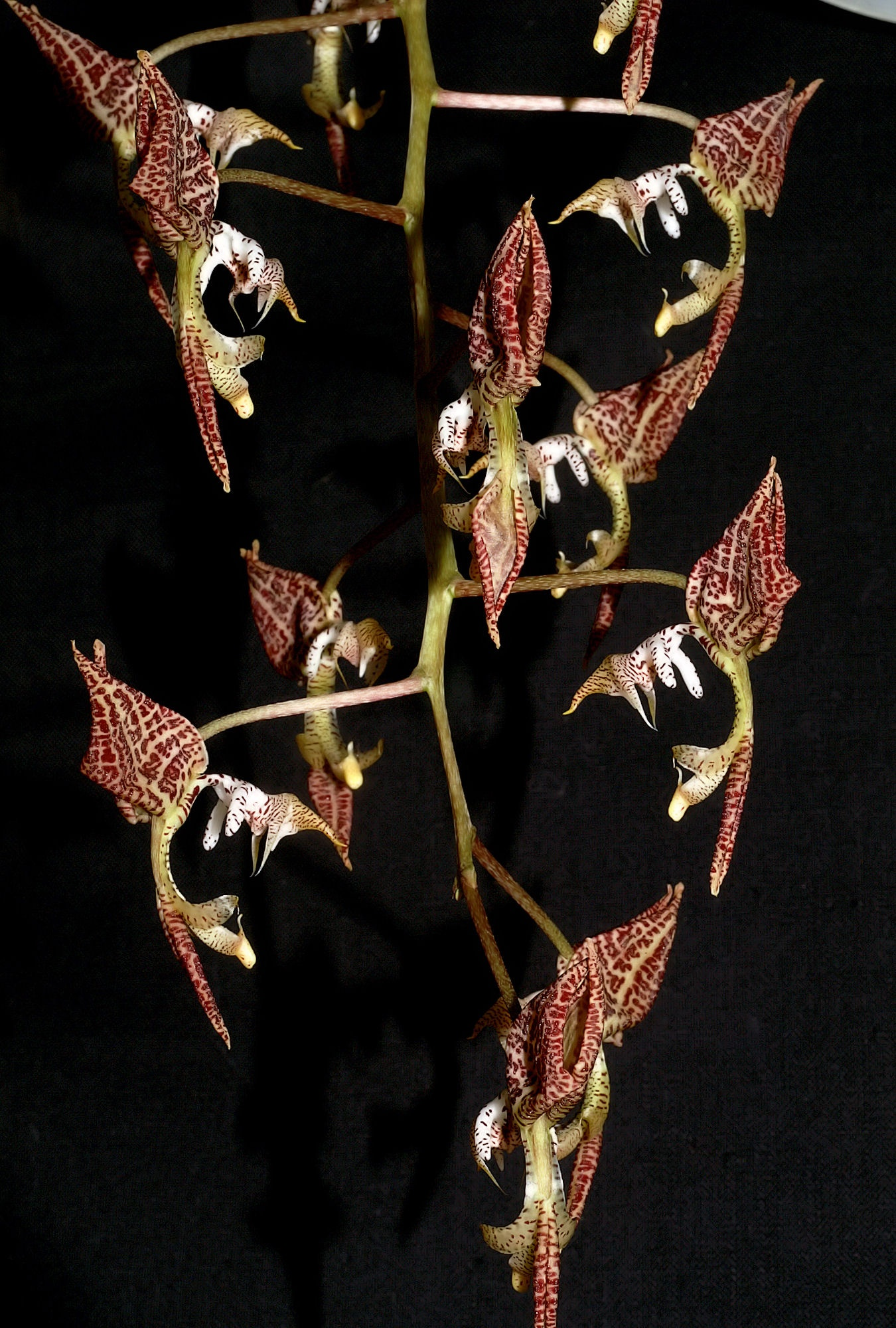
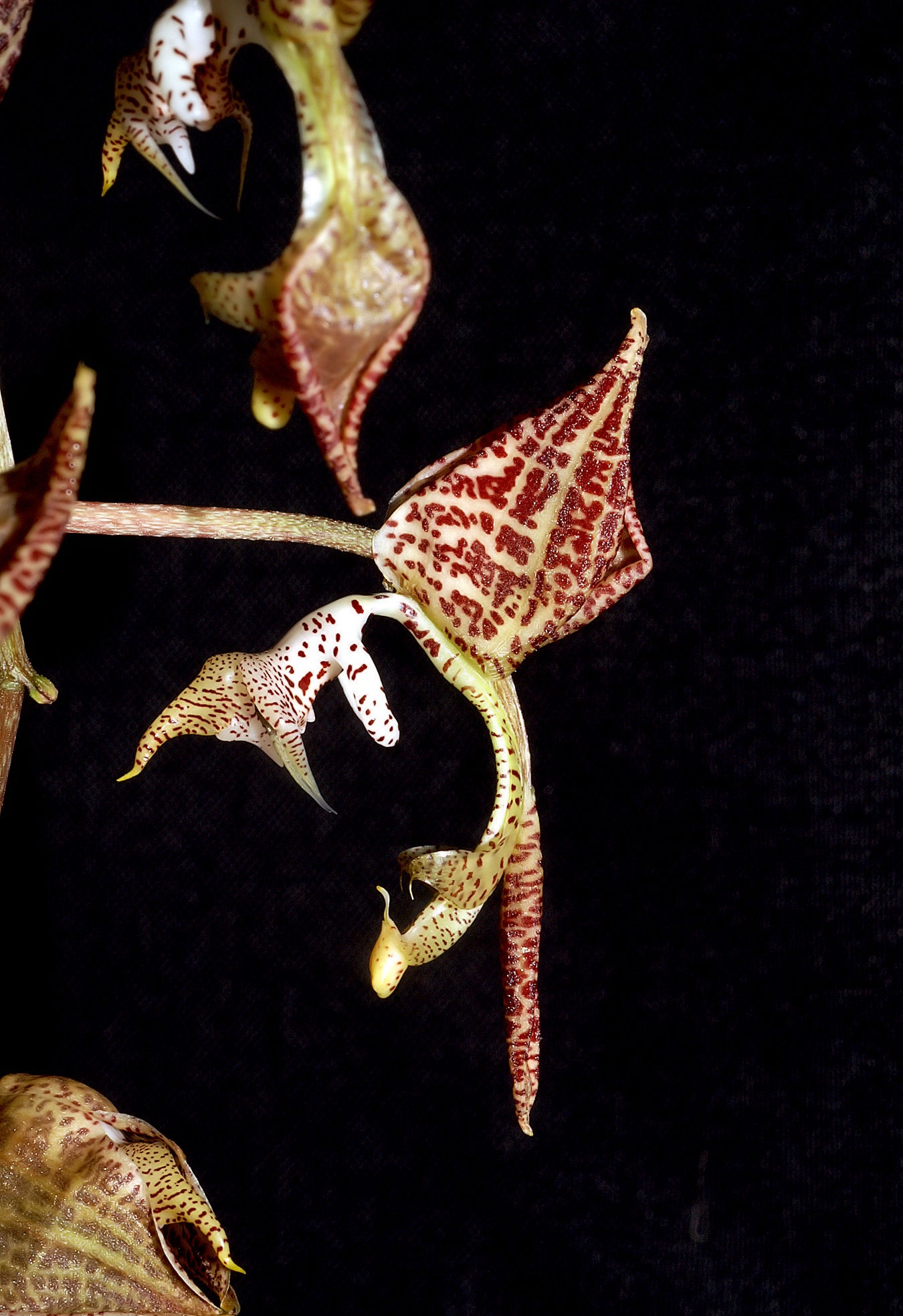